# Nati nel 1991/Luglio
| Questa pagina contiene informazioni ricavate automaticamente dalle voci biografiche con l'ausilio del template Bio e di un bot. L'aggiornamento è periodico e automatico e ricostruisce completamente la pagina. Se manca una persona in questa lista, sei pregato di non aggiungerla, ma accertati piuttosto che la sua voce biografica contenga il template Bio e che i dati anagrafici siano correttamente compilati. Se il template Bio manca, inseriscilo tu stesso o, in alternativa, metti l'avviso {{tmp\|Bio}} che ne segnala la mancanza. Se i dati riportati sono sbagliati, correggi direttamente la voce biografica; le modifiche saranno visibili in questa lista entro pochi giorni. Per chiarimenti vedi il progetto biografie. La lista contiene solo le 517 persone che sono citate nell'enciclopedia e per le quali è stato implementato correttamente il template Bio. Pagina aggiornata al 18 ago 2025. |

- 1º luglio - Anmar Almubaraki, ex calciatore iracheno
- 1º luglio - Jade Barbosa, ginnasta brasiliana
- 1º luglio - Simone Colombi, calciatore italiano
- 1º luglio - Zdeněk Folprecht, calciatore ceco
- 1º luglio - Jamy Franco, ex marciatrice guatemalteca
- 1º luglio - Flavio Gastaldi, politico italiano
- 1º luglio - Garrett Gilbert, giocatore di football americano statunitense
- 1º luglio - Edwin Gyasi, calciatore ghanese
- 1º luglio - Jung Myung-hoon, videogiocatore sudcoreano
- 1º luglio - Matías Jones, calciatore uruguaiano
- 1º luglio - Roger Lee, calciatore bermudiano
- 1º luglio - Annalie Longo, calciatrice neozelandese
- 1º luglio - Daniel Miller, cestista statunitense
- 1º luglio - Mike Muscala, ex cestista statunitense
- 1º luglio - Văn Quyết Nguyễn, calciatore vietnamita
- 1º luglio - Ivan Paurević, ex calciatore croato
- 1º luglio - Jagdish Singh, fondista indiano
- 1º luglio - Logan Thomas, giocatore di football americano statunitense
- 1º luglio - Lucas Vázquez, calciatore spagnolo
- 1º luglio - Laura Weightman, mezzofondista britannica
- 1º luglio - Edson Felipe da Cruz, calciatore brasiliano
- 1º luglio - Ezhel, rapper turco
- 2 luglio - Travis Bader, ex cestista e allenatore di pallacanestro statunitense
- 2 luglio - Zbigniew Baranowski, lottatore polacco
- 2 luglio - Jordan Bowery, calciatore inglese
- 2 luglio - Burna Boy, cantante nigeriano
- 2 luglio - Matteo Gitto, pallanuotista italiano
- 2 luglio - Antonin Guigonnat, biatleta francese
- 2 luglio - Jun Ichimori, calciatore giapponese
- 2 luglio - Lars-Gunnar Johnsen, ex calciatore norvegese
- 2 luglio - Dilnozaxon Kattaxonova, politica uzbeka
- 2 luglio - Kim Go-eun, attrice sudcoreana
- 2 luglio - Modestas Kumpys, cestista lituano
- 2 luglio - Bjørn Paulsen, calciatore danese
- 2 luglio - Hendrik Pekeler, pallamanista tedesco
- 2 luglio - Mirko Slavković, ex giocatore di football americano serbo
- 2 luglio - Valentina Stredini, doppiatrice e attrice teatrale italiana
- 3 luglio - Cameron Brate, giocatore di football americano statunitense
- 3 luglio - Hugo Cid, ex calciatore messicano
- 3 luglio - James-Andrew Davis, schermidore britannico
- 3 luglio - Ik Enemkpali, giocatore di football americano statunitense
- 3 luglio - Peggy Gou, disc jockey, produttrice discografica e stilista sudcoreana
- 3 luglio - Will Grigg, calciatore inglese
- 3 luglio - Tomomi Itano, cantante, modella e attrice giapponese
- 3 luglio - Chris Jones, cestista statunitense
- 3 luglio - Kim Jong-gyu, cestista sudcoreano
- 3 luglio - Eero Markkanen, calciatore finlandese
- 3 luglio - Nam Tae-hee, calciatore sudcoreano
- 3 luglio - Anastasija Pavljučenkova, tennista russa
- 3 luglio - Leandro Marcos Pereira, calciatore brasiliano
- 3 luglio - Francesca Reviglio, attrice italiana
- 3 luglio - Alejandro Rodríguez, calciatore spagnolo
- 3 luglio - Grant Rosenmeyer, attore e sceneggiatore statunitense
- 3 luglio - Erik Tønne, calciatore norvegese
- 3 luglio - Kendall Williams, ex cestista statunitense
- 3 luglio - Diego de Buen, calciatore messicano
- 4 luglio - Hugo Barrette, pistard canadese
- 4 luglio - Ivan Batur, cestista croato
- 4 luglio - Souleymane Cissokho, pugile francese
- 4 luglio - Buly Da Conceição Triste, canoista saotomense
- 4 luglio - Dries De Bondt, ciclista su strada belga
- 4 luglio - Gong Byung-min, lottatore sudcoreano
- 4 luglio - Sébastien Lepape, pattinatore di short track francese
- 4 luglio - Laci Mosley, attrice, doppiatrice e modella statunitense
- 4 luglio - Irene Paredes, calciatrice spagnola
- 4 luglio - Charles Silmon, velocista statunitense
- 4 luglio - Francesco Taskayali, pianista e compositore italiano
- 4 luglio - Gaia Vuerich, ex fondista italiana
- 4 luglio - Luke Zahradka, giocatore di football americano statunitense
- 5 luglio - Ashraf Waheed Al Sebaie, calciatore bahreinita
- 5 luglio - Nacho Calero, pilota motociclistico spagnolo
- 5 luglio - Jason Dolley, attore e musicista statunitense
- 5 luglio - Juan Carlos Espinoza, ex calciatore cileno
- 5 luglio - Sam Fischer, cantautore australiano
- 5 luglio - Chinatsu Kira, calciatrice giapponese
- 5 luglio - Kōstas Peristeridīs, calciatore greco
- 5 luglio - Jørgen Skjelvik, calciatore norvegese
- 5 luglio - Everaldo Stum, calciatore brasiliano
- 5 luglio - Kristoffer Tokstad, calciatore norvegese
- 5 luglio - Travis Warech, cestista statunitense
- 5 luglio - Michael White, giocatore di snooker gallese
- 5 luglio - Gavin James, cantautore irlandese
- 6 luglio - Damián Arce, calciatore argentino
- 6 luglio - Evgenij Baškirov, calciatore russo
- 6 luglio - Nat Berhe, giocatore di football americano statunitense
- 6 luglio - Taylor Braun, cestista statunitense
- 6 luglio - Beatrice Chepkoech, siepista e mezzofondista keniota
- 6 luglio - Fabrizio Colica, attore e comico italiano
- 6 luglio - Andreas Hopmark, ex calciatore norvegese
- 6 luglio - Franko Jelovčić, giocatore di calcio a 5 croato
- 6 luglio - Philip Milanov, discobolo belga
- 6 luglio - Temur Parcvanija, ex calciatore georgiano
- 6 luglio - Il'ja Pervuchin, canoista russo
- 6 luglio - Maurice Torres, pallavolista portoricano
- 6 luglio - Julian Wruck, discobolo australiano
- 6 luglio - Jonas Zohore, cestista danese
- 7 luglio - Elías Aguilar, calciatore costaricano
- 7 luglio - Devon Alan, attore statunitense
- 7 luglio - Alesso, disc jockey e produttore discografico svedese
- 7 luglio - Davide Bariti, calciatore italiano
- 7 luglio - Oliver Paz Benítez, calciatore argentino
- 7 luglio - Nathan Brown, ex ciclista su strada statunitense
- 7 luglio - James Burrows, attore britannico
- 7 luglio - José Corpas, calciatore spagnolo
- 7 luglio - Dobromir Dimitrov, pallavolista bulgaro
- 7 luglio - Marie-Louise Eta, allenatrice di calcio e ex calciatrice tedesca
- 7 luglio - James Forrest, calciatore scozzese
- 7 luglio - Cody Garbrandt, artista marziale misto statunitense
- 7 luglio - Quebonafide, rapper polacco
- 7 luglio - Eve Hewson, attrice irlandese
- 7 luglio - Miro Kadmiry, ex giocatore di football americano finlandese
- 7 luglio - Yannick Manoo, calciatore seychellese
- 7 luglio - Sayatbek Okassov, lottatore kazako
- 7 luglio - Rattikan Thongsombut, calciatrice thailandese
- 7 luglio - Sarah Wiltshire, calciatrice inglese
- 8 luglio - Jamie Blackley, attore britannico
- 8 luglio - Virgil van Dijk, calciatore olandese
- 8 luglio - Shante Evans, cestista statunitense
- 8 luglio - Jordan Firstman, attore e sceneggiatore statunitense
- 8 luglio - Maniža, cantante russa
- 8 luglio - Thuso Mbedu, attrice sudafricana
- 8 luglio - Matúš Mikuš, calciatore slovacco
- 8 luglio - Joshua Samuels, pallanuotista statunitense
- 8 luglio - Enes Sağlık, calciatore belga
- 8 luglio - Sinho, ex calciatore brasiliano
- 8 luglio - Christina Tsoukala, pallanuotista greca
- 8 luglio - Leo Ōsaki, calciatore giapponese
- 9 luglio - Christopher Austin, pallavolista statunitense
- 9 luglio - Gioia Barbieri, ex tennista italiana
- 9 luglio - Thomas Bishop, triatleta britannico
- 9 luglio - Kevin Chávez, tuffatore messicano
- 9 luglio - Marcus Guttmann, pallavolista austriaco
- 9 luglio - Sebastian Jezierzański, lottatore polacco
- 9 luglio - Jonathan Rodríguez Menéndez, calciatore spagnolo
- 9 luglio - Bashkim Kadrii, calciatore danese
- 9 luglio - Adrianne Lenker, cantante e chitarrista statunitense
- 9 luglio - Lovisa Lindh, mezzofondista svedese
- 9 luglio - Mitchel Musso, attore e cantante statunitense
- 9 luglio - Cristian Novoa, calciatore venezuelano
- 9 luglio - Ruairi O'Connor, attore irlandese
- 9 luglio - Bubu Palo, cestista statunitense
- 9 luglio - David Pel, tennista olandese
- 9 luglio - Riley Reid, attrice pornografica statunitense
- 9 luglio - Weston Richburg, giocatore di football americano statunitense
- 9 luglio - Maryna Sluckaja, judoka bielorussa
- 9 luglio - Nicolay Solberg, ex calciatore norvegese
- 9 luglio - Rasmus Thelander, calciatore danese
- 9 luglio - Victoire Thivisol, attrice francese
- 9 luglio - Janeliss Torres, pallavolista portoricana
- 9 luglio - Lisa Vitting, nuotatrice tedesca
- 10 luglio - Alessandro Amici, cestista italiano
- 10 luglio - Chen Yang, discobola cinese
- 10 luglio - Simon Diédhiou, calciatore senegalese
- 10 luglio - Bennie Fowler, giocatore di football americano statunitense
- 10 luglio - Jeffrey Gouweleeuw, calciatore olandese
- 10 luglio - Toshiki Ishikawa, calciatore giapponese
- 10 luglio - Nemanja Jaramaz, ex cestista serbo
- 10 luglio - Jonathan Cafú, calciatore brasiliano
- 10 luglio - Nikita Kacalapov, danzatore su ghiaccio russo
- 10 luglio - Ondřej Karlovský, canoista ceco
- 10 luglio - Atsuko Maeda, attrice, cantante e modella giapponese
- 10 luglio - Raffaele Maiello, calciatore italiano
- 10 luglio - Alina Maksymenko, ex ginnasta ucraina
- 10 luglio - La Niña, cantautrice italiana
- 10 luglio - Jessy Reindorf, ex calciatore francese
- 10 luglio - Steve Rouiller, calciatore svizzero
- 10 luglio - Angel Haze, rapper statunitense
- 10 luglio - Brian Winters, giocatore di football americano statunitense
- 11 luglio - José Luis Chunga, calciatore colombiano
- 11 luglio - Andrew Conway, rugbista a 15 irlandese
- 11 luglio - Eugenio Fanti, cestista italiano
- 11 luglio - Karl-Richard Frey, judoka tedesco
- 11 luglio - Sean Gannon, calciatore irlandese
- 11 luglio - Sophie Hitchon, martellista britannica
- 11 luglio - Bədavi Hüseynov, calciatore azero
- 11 luglio - Steven Le Coquen, pilota motociclistico francese
- 11 luglio - Olly Lee, ex calciatore inglese
- 11 luglio - Hamza Maimón, giocatore di calcio a 5 spagnolo
- 11 luglio - Cristiano Mirarchi, pallanuotista italiano
- 11 luglio - Ruslan Samitov, bobbista e ex triplista russo
- 11 luglio - Thomas Shields, nuotatore statunitense
- 11 luglio - Luke Stapleford, pilota motociclistico britannico
- 12 luglio - Rodrigo Battaglia, calciatore argentino
- 12 luglio - Mirza Bašić, tennista bosniaco
- 12 luglio - Pablo Carreño Busta, tennista spagnolo
- 12 luglio - Souvik Chakrabarti, calciatore indiano
- 12 luglio - Salih Dursun, calciatore turco
- 12 luglio - Luciana Echeverría, attrice e cantante pop cilena
- 12 luglio - Shane Ferguson, calciatore nordirlandese
- 12 luglio - OG Eastbull, rapper italiano
- 12 luglio - Gabe Jackson, giocatore di football americano statunitense
- 12 luglio - Artyom Mik'aelyan, calciatore armeno
- 12 luglio - Nwankwo Obiora, calciatore nigeriano
- 12 luglio - Erik Per Sullivan, attore statunitense
- 12 luglio - Dmitrij Poloz, calciatore russo
- 12 luglio - Fabián Puerta, pistard colombiano
- 12 luglio - James Rodríguez, calciatore colombiano
- 12 luglio - Sun Zhifeng, ex snowboarder cinese
- 12 luglio - Juliana Terao, scacchista brasiliana
- 12 luglio - Chiara Vignati, calciatrice italiana
- 12 luglio - K'Waun Williams, ex giocatore di football americano statunitense
- 12 luglio - Portia Woodman, rugbista a 15 neozelandese
- 13 luglio - Sofija Aleksandravicius, ex cestista statunitense
- 13 luglio - Gemma Bonner, calciatrice inglese
- 13 luglio - MacKenzie Boyd-Clowes, saltatore con gli sci canadese
- 13 luglio - Sebastian Foss Solevåg, ex sciatore alpino norvegese
- 13 luglio - Tyler Humphrey, calciatore americo-verginiano
- 13 luglio - Paulo Sérgio Mota, calciatore portoghese
- 13 luglio - Monika Santa Maria, modella filippina
- 13 luglio - Seppe Smits, snowboarder belga
- 13 luglio - Federica Tognalini, ex cestista italiana
- 13 luglio - Roger Torres, calciatore colombiano
- 14 luglio - Martín Barragán, calciatore messicano
- 14 luglio - Erik Bjornsen, ex fondista statunitense
- 14 luglio - Rossella Fiamingo, schermitrice italiana
- 14 luglio - Maksim Kanunnikov, calciatore russo
- 14 luglio - Miodrag Mitrović, calciatore svizzero
- 14 luglio - Shabazz Napier, cestista statunitense
- 14 luglio - Cihan Özkara, calciatore azero
- 14 luglio - Patty, cantante polacca
- 14 luglio - José Luis Espinosa Arroyo, calciatore spagnolo
- 14 luglio - Yang Zhe, sollevatore cinese
- 14 luglio - Lucas dos Santos Rocha da Silva, calciatore brasiliano
- 15 luglio - Sebastian Andersson, ex calciatore svedese
- 15 luglio - Christopher Braun, calciatore tedesco
- 15 luglio - Narcis Bădic, ex calciatore rumeno
- 15 luglio - Troy Daniels, cestista statunitense
- 15 luglio - Danilo Luiz da Silva, calciatore brasiliano
- 15 luglio - Vlastimil Daníček, calciatore ceco
- 15 luglio - Dennis Donkor, cestista belga
- 15 luglio - Derrick Favors, cestista statunitense
- 15 luglio - Yuki Kashiwagi, cantante, attrice e modella giapponese
- 15 luglio - Sara Krnjić, cestista serba
- 15 luglio - Eric Larsson, calciatore svedese
- 15 luglio - Dale Lee, ex calciatore montserratiano
- 15 luglio - Álex Menéndez, calciatore spagnolo
- 15 luglio - Youssou Ndoye, cestista senegalese
- 15 luglio - Tylor Ongwae, cestista keniota
- 15 luglio - Nuria Párrizas Díaz, tennista spagnola
- 15 luglio - Cory Remekun, ex cestista statunitense
- 15 luglio - Shōgo Taniguchi, calciatore giapponese
- 15 luglio - Evgenij Tiščenko, pugile russo
- 15 luglio - Eirik Valheim, tuffatore norvegese
- 15 luglio - Espen Valheim, tuffatore norvegese
- 15 luglio - Jakub Więzik, calciatore polacco
- 15 luglio - Michal Šulla, calciatore slovacco
- 16 luglio - Florin Achim, ex calciatore rumeno
- 16 luglio - Mario Bilate, calciatore russo
- 16 luglio - Vitalij Fedotov, calciatore ucraino
- 16 luglio - Carlos Garrote, canoista spagnolo
- 16 luglio - Enrico Golinucci, calciatore sammarinese
- 16 luglio - Iiris, cantautrice estone
- 16 luglio - Valentin Lavillenie, astista francese
- 16 luglio - Emma Louise, cantautrice australiana
- 16 luglio - Mirte Maas, modella olandese
- 16 luglio - Robert McHugh, calciatore scozzese
- 16 luglio - Zach Mettenberger, ex giocatore di football americano statunitense
- 16 luglio - Yamil Peralta, pugile argentino
- 16 luglio - Fanol Përdedaj, calciatore kosovaro
- 16 luglio - Alexandra Shipp, attrice statunitense
- 16 luglio - Sebastián Silva Pérez, calciatore cileno
- 16 luglio - Louis Smolka, artista marziale misto statunitense
- 16 luglio - Līga Šurkusa, ex cestista lettone
- 16 luglio - Andros Townsend, calciatore inglese
- 16 luglio - Vasilīs Triantafyllakos, calciatore greco
- 16 luglio - Sam Webster, pistard neozelandese
- 17 luglio - Volodymyr Adamjuk, calciatore ucraino
- 17 luglio - Taylor Bruns, pallavolista statunitense
- 17 luglio - Valentin Coșereanu, calciatore rumeno
- 17 luglio - Filip Duranski, calciatore macedone
- 17 luglio - Misael Dávila, calciatore cileno
- 17 luglio - Oliver Ekman-Larsson, hockeista su ghiaccio svedese
- 17 luglio - Othman El Kabir, calciatore olandese
- 17 luglio - Polen Emre, attrice turca
- 17 luglio - Perdigão, calciatore brasiliano
- 17 luglio - Viktors Iļjins, cestista lettone
- 17 luglio - Sunny Jane, calciatore lesothiano
- 17 luglio - Luka Maksimović, ex giocatore di football americano e politico serbo
- 17 luglio - Barry Markus, ex ciclista su strada e pistard olandese
- 17 luglio - Luca Mugelli, pallanuotista italiano
- 17 luglio - Danny Mwanga, ex calciatore congolese (Repubblica Democratica del Congo)
- 17 luglio - Mann, rapper statunitense
- 17 luglio - Richie Towell, calciatore irlandese
- 17 luglio - Bavon Tshibuabua, ex calciatore congolese (Repubblica Democratica del Congo)
- 17 luglio - Sergey Xïjnïçenko, calciatore kazako
- 18 luglio - Marjan Altiparmakovski, calciatore macedone
- 18 luglio - Soumahoro Bangaly, calciatore ivoriano
- 18 luglio - Ivana Bulajić, pallavolista serba
- 18 luglio - Murphy Burnatowski, cestista e allenatore di pallacanestro canadese
- 18 luglio - Giulia Colini, calciatrice italiana
- 18 luglio - Theologos Daridīs, pallavolista greco
- 18 luglio - Legna Hernández, pallavolista portoricana
- 18 luglio - Oleksandr Horškovozov, tuffatore ucraino
- 18 luglio - Madison Irwin, ex sciatrice alpina canadese
- 18 luglio - Zane Jordan, nuotatore zambiano
- 18 luglio - Cornelius Lucas, giocatore di football americano statunitense
- 18 luglio - Viktor Minibaev, tuffatore russo
- 18 luglio - Karina Pasian, cantante e pianista statunitense
- 18 luglio - Rubén Peña, calciatore spagnolo
- 18 luglio - Gianmarco Piccioni, calciatore italiano
- 18 luglio - Micaela Riera, attrice argentina
- 18 luglio - Zuhal Sultan, pianista e attivista irachena
- 18 luglio - Eugenio Suárez, giocatore di baseball venezuelano
- 18 luglio - Jimmie Ward, giocatore di football americano statunitense
- 18 luglio - John Wetzel, giocatore di football americano statunitense
- 18 luglio - Mizuki Yamamoto, modella e attrice giapponese
- 19 luglio - Jun Amano, calciatore giapponese
- 19 luglio - Salim Ben Boina, calciatore francese
- 19 luglio - Alina Buchschacher, modella svizzera
- 19 luglio - Martín Bueno, calciatore uruguaiano
- 19 luglio - Abdiel Castrellón, giocatore di calcio a 5 panamense
- 19 luglio - Stylianī Christodoulou, pallavolista greca
- 19 luglio - Viljormur Davidsen, calciatore faroese
- 19 luglio - Alberto Franco, doppiatore italiano
- 19 luglio - Nathalie Hagman, pallamanista svedese
- 19 luglio - Gerhard Kerschbaumer, ex mountain biker italiano
- 19 luglio - Alexander Majorov, pattinatore artistico su ghiaccio russo
- 19 luglio - Jean Seri, calciatore ivoriano
- 19 luglio - Stefan Vukmirović, calciatore serbo
- 20 luglio - Cédric Boussoughou, calciatore gabonese
- 20 luglio - Alec Burks, cestista statunitense
- 20 luglio - Yūsuke Chajima, calciatore giapponese
- 20 luglio - Milutin Đukanović, cestista montenegrino
- 20 luglio - Manuel Fischnaller, calciatore italiano
- 20 luglio - Cristian Insaurralde, calciatore argentino
- 20 luglio - Kira Kazantsev, modella statunitense
- 20 luglio - Yorleys Mena, calciatore colombiano
- 20 luglio - Julien Morice, ciclista su strada e pistard francese
- 20 luglio - Harry Newell, attore statunitense
- 20 luglio - Jonathan Ngwem, calciatore camerunese
- 20 luglio - Dwight Powell, cestista canadese
- 20 luglio - Cristian Pulido, ex calciatore colombiano
- 20 luglio - Aniello Salzano, calciatore italiano
- 20 luglio - Franz Schultz, calciatore cileno
- 20 luglio - Juan Pablo Vigón, calciatore messicano
- 20 luglio - Tawan Vihokratana, attore televisivo e modello thailandese
- 20 luglio - Heidi Weng, fondista norvegese
- 20 luglio - Damir Zlomislić, calciatore bosniaco
- 21 luglio - İbrahim Akdağ, calciatore turco
- 21 luglio - Jamaal Franklin, cestista statunitense
- 21 luglio - Rustem Hoxha, calciatore albanese
- 21 luglio - Taylor Lewan, giocatore di football americano statunitense
- 21 luglio - Jovan Nikolić, calciatore montenegrino
- 21 luglio - Sara Sampaio, modella e attrice portoghese
- 21 luglio - Henry Pwono, cestista statunitense
- 21 luglio - Lucy Spraggan, cantautrice britannica
- 21 luglio - LaAdrian Waddle, giocatore di football americano statunitense
- 21 luglio - Bailey Webster, pallavolista statunitense
- 21 luglio - Andreas Wiegel, calciatore tedesco
- 21 luglio - Kentarō Yasui, attore giapponese
- 22 luglio - Juan Bolaños, calciatore colombiano
- 22 luglio - Paul Bossi, calciatore lussemburghese
- 22 luglio - Tiago Brito, giocatore di calcio a 5 portoghese
- 22 luglio - Ante Budimir, calciatore croato
- 22 luglio - Théo Cholbi, attore francese
- 22 luglio - Kenny Elissonde, ciclista su strada francese
- 22 luglio - Simon Friedli, bobbista, velocista e ostacolista svizzero
- 22 luglio - Miralem Halilović, cestista bosniaco
- 22 luglio - Matty James, calciatore inglese
- 22 luglio - Marjan Jelenko, ex combinatista nordico sloveno
- 22 luglio - Tomi Jurić, calciatore australiano
- 22 luglio - Joslin Kamatuka, calciatore namibiano
- 22 luglio - Andrea Micheletti, canottiere italiano
- 22 luglio - Nicolás Rodríguez, calciatore uruguaiano
- 22 luglio - Tennys Sandgren, ex tennista statunitense
- 22 luglio - Keenan Tracey, attore canadese
- 22 luglio - Ahmad Maher Wridat, calciatore palestinese
- 22 luglio - Ababel Yeshaneh, maratoneta e mezzofondista etiope
- 23 luglio - Nathan Adams, programmatore inglese
- 23 luglio - Terron Armstead, ex giocatore di football americano statunitense
- 23 luglio - Giacomo Boero, pallanuotista italiano
- 23 luglio - Benjamin Čolić, calciatore bosniaco
- 23 luglio - Aaron Dobson, giocatore di football americano statunitense
- 23 luglio - Christiane Endler, calciatrice cilena
- 23 luglio - Lars van der Haar, ciclocrossista e ciclista su strada olandese
- 23 luglio - Teruto Ishihara, artista marziale misto giapponese
- 23 luglio - Lauren Mitchell, ginnasta australiana
- 23 luglio - Penelope Mitchell, attrice australiana
- 23 luglio - Alberto Moncayo, pilota motociclistico spagnolo
- 23 luglio - Dmitrij Orlov, hockeista su ghiaccio russo
- 23 luglio - Chantale Riddle, pallavolista statunitense
- 23 luglio - Kianoush Rostami, sollevatore iraniano
- 23 luglio - Fernando Schmed, ex sciatore alpino svizzero
- 23 luglio - Beton.Hofi, rapper e attore ungherese
- 23 luglio - Taylor Smith, cestista statunitense
- 23 luglio - Kamil Syprzak, pallamanista polacco
- 23 luglio - Joachim Van Damme, calciatore belga
- 23 luglio - Fanny Vágó, calciatrice, allenatrice di calcio e ex giocatrice di calcio a 5 ungherese
- 23 luglio - Rodney Williams, ex cestista statunitense
- 24 luglio - Rabea Al Laafi, calciatore libico
- 24 luglio - Claudio Aquino, calciatore argentino
- 24 luglio - Emily Bett Rickards, attrice canadese
- 24 luglio - Jérémy Cabot, ex ciclista su strada francese
- 24 luglio - Gerasimos Fylaktou, calciatore cipriota
- 24 luglio - Cristina Gutiérrez, pilota di rally spagnola
- 24 luglio - Lin Yue, tuffatore cinese
- 24 luglio - Riku Matsuda, calciatore giapponese
- 24 luglio - Ol'ha Mazničenko, cestista ucraina
- 24 luglio - Jade Neilsen, nuotatrice australiana
- 24 luglio - Samantha Ostarello, cestista statunitense
- 24 luglio - Samir Ramizi, calciatore serbo
- 24 luglio - Lars Sætra, calciatore norvegese
- 24 luglio - Ivo Schönberner, ex giocatore di football americano tedesco
- 24 luglio - Guilherme, ex calciatore brasiliano
- 24 luglio - David Stockton, cestista statunitense
- 24 luglio - Rafael de Jesus Bonfim, ex calciatore brasiliano
- 25 luglio - Keshari Chaudhary, ex triplista e lunghista nepalese
- 25 luglio - Brandon Davies, cestista statunitense
- 25 luglio - Toni Duggan, ex calciatrice inglese
- 25 luglio - Matteo Grampa, cestista italiano
- 25 luglio - Regino Hernández, ex snowboarder spagnolo
- 25 luglio - Amanda Kurtović, pallamanista norvegese
- 25 luglio - Brandon McManus, giocatore di football americano statunitense
- 25 luglio - Miyu Nagaoka, pallavolista giapponese
- 25 luglio - Mārcis Ošs, calciatore lettone
- 25 luglio - Pape Macou Sarr, ex calciatore senegalese
- 25 luglio - Jodi Taylor, ex attrice pornografica statunitense
- 25 luglio - Taumihau Tiatia, calciatore francese
- 25 luglio - Leon Williams, cestista olandese
- 26 luglio - Deonte Burton, ex cestista statunitense
- 26 luglio - Selina Büchel, ex mezzofondista svizzera
- 26 luglio - Marta Carro, calciatrice spagnola
- 26 luglio - Harlee Dean, calciatore inglese
- 26 luglio - Jóan Edmundsson, calciatore faroese
- 26 luglio - Simone Falloni, martellista italiano
- 26 luglio - Lídia Pereira, economista e politica portoghese
- 26 luglio - Aleksej Goganov, scacchista russo
- 26 luglio - Alice Isaaz, attrice francese
- 26 luglio - Andreas Kanonidīs, cestista greco
- 26 luglio - Sofia Kongoulī, calciatrice greca
- 26 luglio - Dakota Lucas, calciatore neozelandese
- 26 luglio - Conor McLaughlin, ex calciatore nordirlandese
- 26 luglio - Nemanja Miletić, calciatore serbo
- 26 luglio - Nikola Mirković, calciatore serbo
- 26 luglio - Daniel Mullings, cestista canadese
- 26 luglio - Alessia Pantarotto, rugbista a 15 italiana
- 26 luglio - Chinami Yoshida, giocatrice di curling giapponese
- 27 luglio - Carnejy Antoine, calciatore haitiano
- 27 luglio - Tyson Barrie, hockeista su ghiaccio canadese
- 27 luglio - Ömer Bayram, calciatore turco
- 27 luglio - Martín Correa, calciatore uruguaiano
- 27 luglio - Simon Després, hockeista su ghiaccio canadese
- 27 luglio - Shirley Florián, pallavolista venezuelana
- 27 luglio - Fran Gámez, calciatore spagnolo
- 27 luglio - Gastón Giménez, calciatore argentino
- 27 luglio - Aika Hakoyama, sincronetta giapponese
- 27 luglio - Negi Haruba, fumettista giapponese
- 27 luglio - Violetta Kolobova, schermitrice russa
- 27 luglio - Corey Linsley, giocatore di football americano statunitense
- 27 luglio - Irish Magno, pugile filippina
- 27 luglio - Rena Matsui, attrice, cantante e modella giapponese
- 27 luglio - Adam Page, wrestler statunitense
- 27 luglio - Wandy Peralta, giocatore di baseball dominicano
- 27 luglio - Ivan Strebkov, cestista russo
- 27 luglio - D.J. Tialavea, giocatore di football americano statunitense
- 28 luglio - Kantemir Balagov, regista e sceneggiatore russo
- 28 luglio - T.T. Carey, ex cestista statunitense
- 28 luglio - Evgenij Fidij, cestista russo
- 28 luglio - Patrick Hoban, calciatore irlandese
- 28 luglio - Kaveh Kakaeinezhad, artista, drammaturgo e poeta iraniano
- 28 luglio - Rafael Lopes, calciatore portoghese
- 28 luglio - Lorentz, rapper svedese
- 28 luglio - Loret Sadiku, calciatore kosovaro
- 28 luglio - Caleb Smith, giocatore di baseball statunitense
- 28 luglio - Lukáš Štetina, calciatore slovacco
- 28 luglio - Chanel Terrero, attrice, cantante e ballerina cubana
- 28 luglio - Priyanka Xi, attrice neozelandese
- 29 luglio - Yaya Banana, calciatore camerunese
- 29 luglio - Ariel Borysiuk, ex calciatore polacco
- 29 luglio - Eva Calvo Gómez, taekwondoka spagnola
- 29 luglio - Ludovica Caramis, showgirl e ex modella italiana
- 29 luglio - Matt Godden, calciatore inglese
- 29 luglio - Demetrius Harris, giocatore di football americano statunitense
- 29 luglio - Weslie John, calciatore trinidadiano
- 29 luglio - Elchin Masiyev, arbitro di calcio azero
- 29 luglio - Orlando Ortega, ostacolista cubano
- 29 luglio - Mychajlo Serhijčuk, calciatore ucraino
- 29 luglio - Ramona Siebenhofer, ex sciatrice alpina austriaca
- 29 luglio - Ari'el Stachel, attore statunitense
- 29 luglio - Sung Ji-hyun, giocatrice di badminton sudcoreana
- 30 luglio - Salah Eddine Ben Brahim, artista marziale italiano
- 30 luglio - David Carreira, cantante francese
- 30 luglio - Karim Abdel Gawad, giocatore di squash egiziano
- 30 luglio - Wilder Guisao, calciatore colombiano
- 30 luglio - Mohammad Jamshidi, cestista iraniano
- 30 luglio - A.J. Klein, ex giocatore di football americano statunitense
- 30 luglio - Dar'ja Kondakova, ex ginnasta russa
- 30 luglio - Iryna Kryŭko, biatleta bielorussa
- 30 luglio - Ben, cantante sudcoreana
- 30 luglio - Santiago Martínez, calciatore uruguaiano
- 30 luglio - Matteo Negri, cestista italiano
- 30 luglio - Christian Otero, giocatore di calcio a 5 colombiano
- 30 luglio - Tina Robnik, ex sciatrice alpina slovena
- 30 luglio - Vladimir Sobolev, ex calciatore russo
- 30 luglio - Maria Springwald, canottiera polacca
- 30 luglio - Femke Stoltenborg, pallavolista olandese
- 30 luglio - Laury Thilleman, modella francese
- 30 luglio - Patrik Tischler, calciatore ungherese
- 30 luglio - Levine Toilolo, giocatore di football americano statunitense
- 30 luglio - Bruno Turco, ex calciatore brasiliano
- 30 luglio - Diana Vickers, cantante e attrice britannica
- 30 luglio - Carolina Yuste, attrice spagnola
- 31 luglio - Kiara Advani, attrice indiana
- 31 luglio - Haitam Aleesami, calciatore norvegese
- 31 luglio - Thomas Almeida, artista marziale misto brasiliano
- 31 luglio - Selim Ay, calciatore turco
- 31 luglio - Filipa Azevedo, cantante portoghese
- 31 luglio - Daniele del Canto, ex giocatore di calcio a 5 italiano
- 31 luglio - Kenza Dali, calciatrice francese
- 31 luglio - William Gholston, giocatore di football americano statunitense
- 31 luglio - Réka Luca Jani, tennista ungherese
- 31 luglio - Kévin Malcuit, calciatore francese
- 31 luglio - Yanick Moreira, cestista angolano
- 31 luglio - Louis Nix III, giocatore di football americano statunitense († 2021)
- 31 luglio - Gastón Poncet, calciatore uruguaiano
- 31 luglio - Keith Reaser, ex giocatore di football americano statunitense
- 31 luglio - Ash Stymest, modello britannico